# 冰按摩
冰按摩（ice massage）是物理治療中冷療的一種，利用冰塊在皮膚表面進行按摩治療，可同時達到冰敷與按摩兩種治療效果。

## 用途
可作為急性運動傷害時的治療，有降低發炎和止痛的效果。

## 治療
- 在治療前，要先確認病人是否有一般冷療的禁忌症
- 治療中有四種感覺：冷感(cold)、燒痛(burning)、刺痛(arching)、麻痺(analgesia)。
- 治療過程要以來回畫圈的方式，避免冰塊接觸同一地區皮膚太久。
- 避免在骨頭突出處進行治療，以減少不適感。
- 不要讓病人皮膚溫度低於攝氏15度